# Kon Đào
Kon Đào là một xã thuộc huyện Đăk Tô, tỉnh Kon Tum, Việt Nam.
Xã Kon Đào có diện tích 33,85 km², dân số năm 2019 là 4.155 người, mật độ dân số đạt 123 người/km².